# Sedmerovec
Sedmerovec (maďarsky Szedmerőc) je obec na Slovensku, v okrese Ilava v Trenčínském kraji. Žije zde 426 obyvatel. První písemná zmínka o obci pochází z roku 1229.
V obci se nachází římskokatolický kostel Božského srdce Ježíšova. 

## Pamětihodnosti

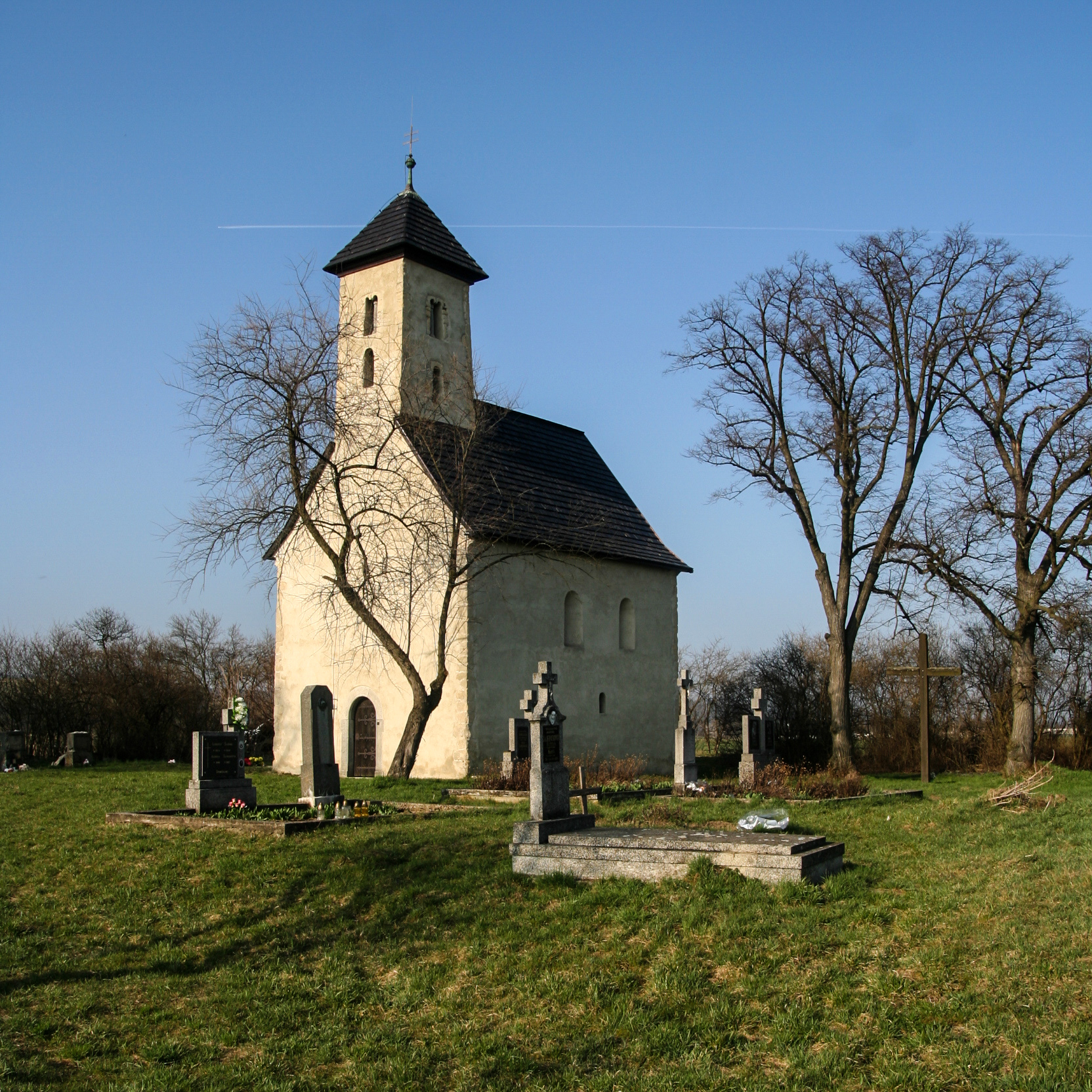
Kostel Stětí svatého Jana Křtitele

Románský kostel Stětí svatého Jana Křtitele z 12. století, který je v polích  asi 1,5 km jihovýchodně od obce Sedmerovec, na místě zaniklé vesnice Pominovec. Vede k němu polní cesta, která odbočuje z pravé strany silnice 507 mezi Nemšovou a Pruským.